# 陈村乡
陈村乡，是中华人民共和国河南省三門峽市渑池县下辖的一个乡镇级行政单位。

## 行政区划
陈村乡下辖以下地区：
华兴社区、后河村、贯沟村、陈村、石板沟村、范洼村、小口里村、五爱村、一心村、白浪村、槐朳村、黄花村、鱼池村、苜蓿村、滹沱村、万寿村、上南庄村、池底村、西段村、雍家院村、朱城村、下马头村、柳雍村和韶兴村。